# Pentecôte (Assise)
La Pentecôte (en italien, Pentecoste)  est une fresque attribuée au peintre  Giotto di Bondone (ou son atelier ?), datée des environs de 1291-1295 et située dans la partie supérieure de l'envers de la façade de l'église supérieure de la basilique Saint-François d'Assise.

## Description
La scène, qui se situe dans la lunette droite, est endommagée, surtout dans les figures des apôtres et de la Vierge. Elle se déroule dans une enceinte avec, en arrière-plan, un édifice de style gothique. La Pentecôte est représentée par la Colombe de la paix qui, depuis le haut, dans une nimbe, se dirige vers le groupe d'apôtres réunis avec Marie.
L'édifice du fond représente les prémices des solides structures architecturales des Fresques de la vie de saint François à Assise, et révèle l'évidente scansion spatiale des sujets à partir des apôtres au premier plan jusqu'à l'arrière-plan. Selon les conventions de l'art médiéval, la Pentecôte se déroule dans un endroit fermé, l'édifice du fond devait être répliqué et fermé mentalement par le spectateur.
Concernant l'attribution de l'œuvre, diverses hypothèses ont été émises par les historiens de l'art :
- Cesare Gnudi (1959) relève des influences romaines et toscanes,
- Decio Gioseffi (1957 et 1963) et Roberto Salvini (1962) parlent d'un maître anonyme s'inspirant de Giotto, actif postérieurement à la réalisation des Storie francescane.
- Les hypothèses contemporaines se réfèrent à un travail exécuté à partir d'un dessin du responsable des Storie francescane, dirigé probablement par des maîtres de l'atelier de Giotto.